# Throne and Liberty
Throne and Liberty, aussi connu sous le nom de Project TL, est un jeu vidéo de rôle en ligne massivement multijoueur (MMORPG) de NCsoft. Il était prévu qu'il fasse partie de la franchise Lineage et qu'il soit une suite du premier jeu Lineage, mais cela a été modifié au cours du développement. Le jeu a été annoncé pour la première fois et intitulé Lineage Eternal en novembre 2011, mais a subi de nombreux retards dans son calendrier de sortie, les premiers tests bêta étant prévus. La première bêta fermée de la Corée du Sud commencerait le 30 novembre 2016 et se terminerait le 4 décembre 2016. Cependant, NCSoft a redémarré le jeu en tant que Project TL dans l'événement privé NCSOFT Director Cut. 
Le jeu est sorti en décembre 2023 en Corée du Sud.
Il est ensuite sorti en Europe, en Amérique et au Japon le 1er octobre 2024.

## Développement
Le jeu a souffert de nombreux retards lors de son développement[réf. souhaitée]. Le 8 novembre 2011, NCSOFT a officiellement annoncé Lineage Eternal comme la suite du premier Lineage, sorti en 1998. Les premières vidéos de gameplay ont fait leurs débuts à la convention de jeu G-Star 2011 en Corée du Sud le 9 novembre 2011. En août 2013, NCSOFT a annoncé qu'il se préparait à déployer le calendrier bêta de Lineage Eternal d' ici la fin de 2013. En août 2015, les développeurs prévoyaient de lancer des tests bêta en Corée vers la fin de l'année mais lors d'une conférence téléphonique en novembre, ils ont confirmé que les tests bêta fermés seraient retardés jusqu'en 2016.
Lors des conférences gagnantes de NCSOFT Q1 2017, ce dernier avait annoncé que l'équipe de développement de Lineage Eternal avait subi des changements importants en raison du changement de producteur du jeu. La nouvelle équipe continuera le processus de développement du jeu avec un nouvel objectif et des changements dans le moteur de jeu d'un moteur de jeu propriétaire qui a été utilisé dans Guild Wars vers Unreal Engine 4. Et le nom du jeu a changé pour Project TL en 2017, puis Throne and Liberty en 2022.
Après un rachat des droits d'édition du jeu par Amazon Games, le jeu sort finalement en Corée du Sud en décembre 2023, en Asie en juillet 2024 et en Europe, en Amérique et au Japon le 1er octobre 2024.